# Samira Kitman
Samira Kitman (Kabul, 26 novembre 1990) è un'artista afghana, calligrafa e miniaturista che risiede attualmente a Lancaster, nell'Inghilterra settentrionale.

## Biografia
All'età di 8 anni, due anni dopo la caduta di Kabul, si è rifugiata in Pakistan insieme ai genitori. La famiglia è ritornata a Kabul solo nel 2003, alla liberazione del paese dai talebani.
Ha studiato alla Turquoise Mountain, diplomandosi nel 2010, per poi eseguire miniature afghane, lavori in ceramica e legno per la catena dei nuovi hotel a 5 stelle Anjum Hotel a La Mecca, frequentato da pellegrini benestanti. La commessa, del valore di 175.000 £, prevedeva la realizzazione di decorazioni per l'hotel: 6.000 versi coranici illuminati, 600 pezzi originali di calligrafia dipinti a mano e 8.000 stampe per le 1.700 camere. Kitman ho impiegato 15 donne calligrafe (oppure 30 secondo altri fonti) e 11 settimane per completare l'intricata scritta a inchiostro, con vortici di acquerello verde e oro.
Nel 2015 Kitman è stata eletta imprenditrice afghana dell'anno,, elogiata dal Principe Carlo. Alcune delle sue opere sono state esposte al Victoria and Albert Museum di Londra e allo Smithsonian a Washington.
Ha fondato Maftah-e Hunar, ente di beneficenza artistica che si era occupata dell'istruzione di ottanta giovani donne svantaggiate affinché diventassero artiste e potessero guadagnarsi da vivere. Nel 2016 è stata una donne afghane la cui biografia è stata inserita in We Are Afghan Women, un libro dell'ex first lady americana Laura Bush.

## Richiesta d'asilo
L'attività di Kitman ha attirato l'attenzione dei militanti del suo paese che, prendendola di mira, l'hanno obbligata a rifugiarsi all'estero,  precisamente nel Regno Unito. La sua domanda di asilo, presentata il 18 marzo 2017 è stata respinta dal Ministero dell'Interno, ma la decisione iniziale è stata annullata successivamente, una volta eletta imprenditrice afghana dell'anno e prima che lei presentasse ricorso. "Loro [il Ministero dell'Interno] hanno informato che, dopo aver esaminato la decisione che avevano preso, non si erano resi conto della portata del profilo di Samira, in Afghanistan e a livello internazionale, e che a causa di questo suo profilo sarebbe stata a rischio" è stata la dichiarazione rilasciata davanti ai media dal suo legale.